# Nelvana
Nelvana Limited és una companyia d'animació canadenca, fundada el 1971 per Michael Hirsh, Patrick Loubert i Clive A. Smith. La companyia va ser adquirida l'any 2000 per Corus Entertainment, una division de Shaw Communications.

## Sèries produïdes
- Els Backyardigans
- Bob y Margaret
- Super Stadium World
- Dog City
- Polly Pocket
- Franklin
- Max & Ruby
- Les aventures de Tintín (sèrie de televisió)
- Ranger Rob (2016–present)[1]
- The ZhuZhus (2016–present)[2]
- Mysticons (2017)[3]